# Marizy-Sainte-Geneviève
Marizy-Sainte-Geneviève é uma comuna francesa na região administrativa de Altos da França, no departamento de Aisne. Estende-se por uma área de 7,71 km². Em 2010 a comuna tinha 132 habitantes (densidade: 17,1 hab./km²).